# Stictopelta praecox
Stictopelta praecox är en insektsart som beskrevs av Hermann Burmeister. Stictopelta praecox ingår i släktet Stictopelta och familjen hornstritar. Inga underarter finns listade i Catalogue of Life.